# 산솔새
산솔새(울음소리 (도움말·정보))는 솔새과에 속하며 학명은 Phylloscopus coronatus이다. 몸길이는 약 12cm이고, 등은 올리브녹색이다. 날개에는 노란색 띠가 있으며, 배는 흰색이다. 활엽수림이나 정원 등지에 서식하며 딱정벌레·벌·개미·파리·나방 등의 유충을 먹고 산다. 산란기는 5-6월이며, 흰색 알을 4-6개 낳는다. 알은 품은 지 3일 만에 부화하고, 알에서 깨어난 새끼는 14일 뒤에 둥지를 떠난다. 혼자 또는 암수가 함께 생활하며, 나무 위에서 먹이를 찾아다니며 땅으로는 내려오지 않는다. 중국, 한국, 일본, 아무르, 우수리, 사할린에서부터 동남아시아에 이르는 지역에 분포한다.